# Matías Conti
Matías Conti (Reconquista, Santa Fe, Argentina, 17 de enero de 1990) es un futbolista argentino que juega como delantero. Jugó anteriormente en el Pahang FA de Malasia, donde ganó 3 títulos. Actualmente está libre.

## Clubes
| Club                       | País      | Año         | Goles |
| -------------------------- | --------- | ----------- | ----- |
| Vélez Sarsfield            | Argentina | 2009 - 2010 | 0     |
| Deportivo Merlo            | Argentina | 2010 - 2012 | 2     |
| Tristán Suárez             | Argentina | 2012 - 2013 | 0     |
| Pahang FA                  | Malasia   | 2013 - 2015 | 24    |
| Universidad de Concepción  | Chile     | 2016 - 2017 | 2     |
| Sp. Estudiantes (San Luis) | Argentina | 2017 - 2018 | 3     |
| Borneo F.C                 | Indonesia | 2018 - 2020 | 23    |
| Al Ramtha                  | Jordania  | 2020- 2021  | 2     |
| Club Deportivo Armenio     | Argentina | 2021        | 1     |
| Club Atlético Fénix        | Argentina | 2021        | 2     |
| Club Deportivo Armenio     | Argentina | 2022 -      | 0     |

## Palmarés

### Campeonatos nacionales
| Título                 | Club      | País    | Año  |
| ---------------------- | --------- | ------- | ---- |
| Copa de Malasia        | Pahang FA | Malasia | 2013 |
| Copa de Malasia        | Pahang FA | Malasia | 2014 |
| Malasia Charity Shield | Pahang FA | Malasia | 2014 |